# Titoš
Titoš (mađ. Töttös) je selo u južnoj Mađarskoj.
Zauzima površinu od 22,99 km četvornih.

## Zemljopisni položaj
Nalazi se na 45°54'56" sjeverne zemljopisne širine i 18°32'32" istočne zemljopisne dužine, jugozapadno od Mohača. Lipovo je 7 km južno, Pocsa 5,5 km zapadno, Borjat je 6 km zapadno.

## Upravna organizacija
Upravno pripada Mohačkoj mikroregiji u Baranjskoj županiji. Poštanski broj je 7755.

## Povijest
U povijesti se spominje kao Tuteus, Thutheus, Thuteus, Theuteus i Teuteus.

## Stanovništvo
U Titošu živi 578 stanovnika (2008.). 
Mjesni Hrvati su iz skupine Šokaca.
U prošlosti je izvjestan broj titoških Hrvata je odselio u susjedno selo Boju. Radilo se o težacima.

## Vanjske poveznice
- (mađ.) Töttös Önkormányzatának honlapja   Arhivirana inačica izvorne stranice od 26. lipnja 2017. (Wayback Machine)
- (engl.) Titoš na fallingrain.com